# No quiero perderte
«No quiero perderte» es una canción de la cantante peruana Wendy Sulca. Fue estrenada el 24 de noviembre de 2017 en las plataformas digitales iTunes Store, Deezer y Spotify. El vídeo musical fue publicado en Youtube el 8 de diciembre de 2017.

## Composición, producción y lanzamiento
La canción fue compuesta por Renzo Bravo, exbajista de Ádammo, y el cantante y compositor peruano, Sebastian Llosa. La canción fue producida por Renzo Bravo, y Raúl Chirinos en el 2017. El tema mezcla elementos musicales andinos, dentro del pop como género musical.
La misma fue estrenada el 24 de noviembre del 2017 en las plataformas digitales iTunes Store, Deezer y Spotify, fue elogiada por la prensa especializada, dando puente de la transición de la artista regional al ruedo del folk pop.

## Vídeo musical
El vídeo musical fue estrenado en Youtube el 8 de diciembre de 2017, realizado por Candú bajo la dirección de Francesca Canepa.
El vídeo fue grabado en diversos espacios del Perú y muestra el regreso de Wendy a sus raíces, cantándole a su tierra en el camino que emprende para ese fin. Aparte, el clip mantuvo una brecha de setenta mil visitas en YouTube, la primera semana de estrenado.

## Ranking
- Top 10 Virales de Colombia de Spotify.[10]

## Interpretaciones en vivo
Antes del lanzamiento comercial, el sencillo musical fue interpretado por la cantante el 8 de abril de 2017 en el festival Una Sola Fuerza, llevado a cabo en la Concha Acústica del Campo de Marte, en Lima, Perú.